# Лазерна локація супутників
Лазерна локація супутників (англ. Satellite  laser  ranging) - це метод визначення топоцентричної відстані до  супутника, за допомогою лазерних імпульсів, за принципом станція - супутник – станція. Лазерна локація  є одним з найважливіших методів досліджень в геодезії та геофізиці, астрономії та геодинаміці.

## Історія лазерної локації
Лазерна локація космічних об’єктів ,була запропонована Плоткіним в США, на початку 60-х років XX століття, незадовго після отримання Мейманом генерації лазера на рубіні. У колишньому СРСР ,1963 року на Кримській науковій станції Фізичного інституту ім. П.М. Лебедєва Академії наук, були проведені перші експерименти з лазерної локації космічного об’єкту - Місяця. В Україні лазерною локацією КО (ШСЗ) почали займатися в 70-х роках (Головна астрономічна обсерваторія Академії наук; Відділ космічних досліджень Ужгородського університету; ДНВО «Метрологія», м.Харків; ряд організацій Міністерства оборони СРСР і Лабораторія лазерно-оптичних вимірювань Держстандарту СРСР, перетворена в Державний міжвузівский центр «Оріон», м.Алчевськ). У 80-х роках до цих організацій приєдналася Астрономічна обсерваторія Львівського університету.

## Принцип вимірювань
Спостереження в лазерній локації  полягають у вимірюванні відрізку часу, за який, надкороткий лазерний імпульс проходить від земної станції до супутника і повертається знову на станцію.
Тобто, коли лазер випускає сигнал на відбивач, що знаходиться на супутнику, строго фіксується час виходу сигналу з телескопа, лазерний пучок, що потрапляє на відбивачі розташовані на супутнику, відбивається і повертається у телескоп з точною фіксацією часу його повернення.
При багатократному повторенні лазерних імпульсів виникає послідовність надісланих і прийнятих сигналів. Ці сигнали передаються на комп’ютерний лічильник подій, який в свою чергу визначає час поширення лазерного імпульсу , що називається локаційним запізненням, і проводить контроль та реєстрацію щодо інформації  результатів вимірювань.
Локаційне запізнення помножене на швидкість світла і є миттєвою відстанню до супутника.
Лазерна локація супутників з точністю до міліметрів може бути здійснена лише для супутників обладнаних кутовими відбивачами. При цьому чим більша висота орбіти , тим більше відбивачів повинно бути на супутнику.

## Основні задачі
Лазерна локація супутників дає можливість виконувати низку різноманітних задач :
- визначення    геоцентричної відстані до супутника;
- підтвердження значень параметрів гравітаційного поля, отриманих з допомогою нових космічних місій;
- калібрування і уточнення елементів орбіт низькоорбітальних супутників (обладнаних приймачами системи GPS);
- визначення   найнижчого ступеня і порядку коефіцієнтів Гравітаційного поля , у тому числі їх часові зміни;
- дослідження ефектів загальної теорії відносності, пов'язаних із викривленням простору— часу поблизу Землі.

## Станції,що здійснюють лазерну локацію
Геодезичні супутники : Ajisai; Etalon 1,2; Lageos 1,2; Larets; Lares Starlette/Stella 

Інші проєкти : CryoSat-2; GPS-35; Giove Probe-B; HY-2A; Envisat-1; Jason-2; Grace; Saral